# Maria Makowska
Maria Makowska (ur. 25 stycznia 1969 we Wrocławiu) – polska piłkarka grająca na pozycji obrońcy, reprezentantka Polski z największą liczbą gier dla biało-czerwonych (111 meczów i 5 bramek).

## Życiorys
Od 1985 do 1991 zawodniczka Pafawagu Wrocław, następnie w Stilonie Gorzów Wielkopolski. Największe sukcesy w niemieckiej Turbine Poczdam (Mistrzostwo i Puchar Niemiec oraz Halowe Mistrzostwo Niemiec 2003/2004), w której występowała od 1996 do 2004. Przeszła do zespołu mistrzyń Słowenii ŽNK Krka Novo mesto z którym doszła do II fazy grupowej Puchar UEFA kobiet 2004/2005. Kolejny sezon to występy w Post SV Nürnberg a następnie w TSV 72 Kleinschwarzenlohe Schleissweg.
Debiutowała w ósmym meczu w historii reprezentacji A, 21 czerwca 1989. Występowała w eliminacjach do Mistrzostw Europy 1991 (będących także kwalifikacjami do Mistrzostw Świata 1991), eME 1993, eME 1995 (równocześnie eMŚ 1995), eMŚ 1999 (w klasie B), eMŚ 2003 (klasa B), eME 2005 i eMŚ 2007.